# Guido Daccò
Guido Daccò (ur. 10 września 1942 w Limbiate, zm. 29 lipca 2006 w Lezzano) – włoski kierowca wyścigowy.

## Kariera
Daccò rozpoczął karierę w międzynarodowych wyścigach samochodowych w 1975 roku od startów we  Włoskiej Formule 3 oraz Brytyjskiej Formule 3 BARC. Jedynie w edycji włoskiej zdobywał punkty. Z dorobkiem dwóch punktów uplasował się tam na czternastej pozycji w klasyfikacji generalnej. W późniejszych latach pojawiał się także w stawce Europejskiej Formuły 3, Grand Prix Monza, Aurora F1 Series, Europejskiej Formuły 2, FIA World Endurance Championship, Japońskiej Formuły 2, European Endurance Championship, Formuły 3000 Curaçao Grand Prix, Formuły 3000, American Racing Series, World Touring Car Championship, IMSA Camel Lights, IndyCar World Series, Formuły 3 Vereinigung B-Cup, IMSA World Sports Car Championship, Formuły 3000 Birkin Cars/TVR Invitational Race oraz Global GT Championship.
W Europejskiej Formule 2 Włoch startował w latach 1980-1984. W pierwszych trzech sezonach startów nie zdobywał punktów. W 1983 roku uzbierane cztery punkty dały mu trzynaste miejsce w klasyfikacji generalnej. Rok później dorobek dwóch punktów dał mu ponownie trzynastą pozycję w końcowej klasyfikacji kierowców.
W Formule 3000 Włoch startował w latach 1985-1987. W pierwszym sezonie startów w ciągu sześciu wyścigów, w których wystartował, uzbierał łącznie sześć punktów. Dało mu to trzynaste miejsce w klasyfikacji generalnej. Rok później Daccò nie zdobywał już punktów.